# 中沼西
中沼西は、北海道札幌市東区の地名。モエレ沼の北西側、中沼町の西側に区画された土地。篠路新川を挟んで北丘珠に隣接する。
札幌市立丘珠中学校・札幌市立中沼小学校の学区に含まれる。

## 住所
| 町丁                  | 郵便番号 |
| --------------------- | -------- |
| 中沼西1条1丁目〜2丁目 | 007-0891 |
| 中沼西2条1丁目〜2丁目 | 007-0892 |
| 中沼西3条1丁目〜2丁目 | 007-0893 |
| 中沼西4条1丁目〜2丁目 | 007-0894 |
| 中沼西5条1丁目〜2丁目 | 007-0895 |

## 施設
- 札幌保健医療大学（中沼西4-2）
- 北海道自動車整備大学校（中沼西4-2）
- 札幌工科専門学校（中沼西5-1）
- 中沼公園（中沼西8-1）
- モエレ天然温泉たまゆらの杜（中沼西1-1）